# Aide humanitaire

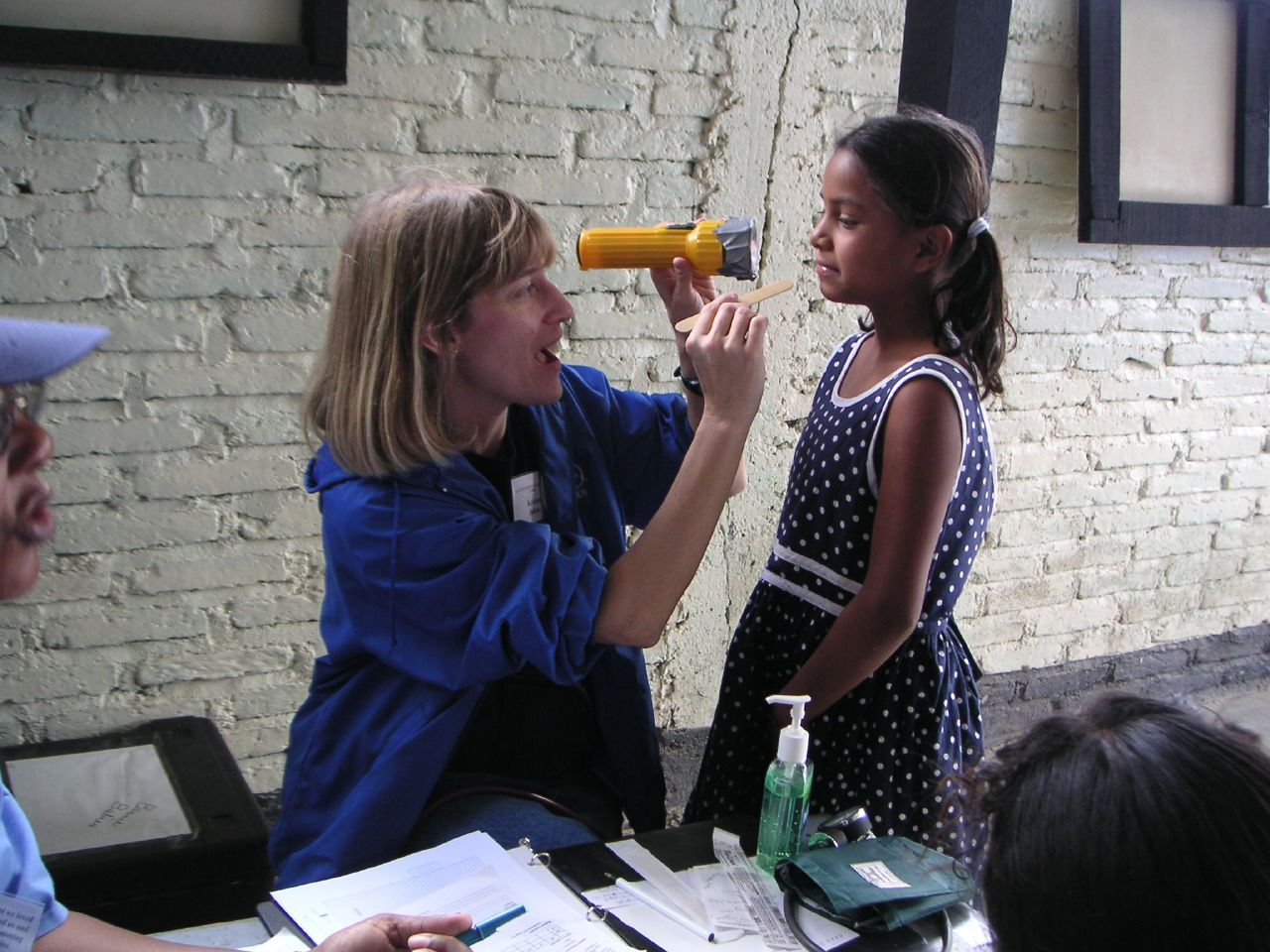
Consultation médicale à Tegucigalpa au Honduras en 2004.

L’aide humanitaire est une aide d'urgence et ponctuelle mise en place lors d'une situation de crise exceptionnelle ou de catastrophe naturelle. On distingue souvent à ce titre l'aide humanitaire (ou aide d'urgence) et l'aide au développement.

## Définition et acteurs
Selon l'anthropologue Sylvie Bodineau, l’aide humanitaire, de manière large, se définit par des opérations d'assistance matérielle et humaine pour venir en aide à des personnes subissant les contrecoups de catastrophes naturelles et de guerres.
L'aide humanitaire peut prendre diverses formes : don d'argent, envoi de marchandises et équipements de première nécessité, envoi de personnel faisant des interventions sur place, renforcement des acteurs locaux. Cette aide peut provenir de diverses sources comme :
- Les associations (laïques ou confessionnelles, voire idéologiques) et les ONG humanitaires (dites aussi caritatives). Elles sont financées soit sur fonds propres (cotisations des membres, dons, opérations diverses…), soit par des subventions des municipalités, des gouvernements, des organisations internationales ou tout autre organisme qui souhaite soutenir l'action de ces ONG ou lui confier certaines tâches. Les ONG fonctionnent le plus souvent avec du personnel bénévole, mais elles peuvent employer du personnel rétribué. Dans le cas d'ONG internationales, dont les missions se déroulent à l'étranger, les expatriés sont presque tous rétribués. S'ils doivent mettre en œuvre un programme financé par une institution internationale, comme l'Union européenne ou l'une des agences de l'ONU, leur rétribution est prise en charge par ces organismes. Ce personnel humanitaire, qu'il soit expatrié ou bien du pays d'intervention, est de plus en plus pris pour cible et chaque année, des incidents sont à déplorer. Ceci est en partie expliqué par ce que l'on appelle « la réduction de l'espace humanitaire »[2].
- Les États et autres collectivités publiques.
- Les Organisations Internationales publiques, notamment celles dépendant de l'ONU, le Bureau de la coordination des affaires humanitaires, et de l'Union européenne, etc. La Déclaration et programme d'action de Vienne affirme que « conformément à la Charte des Nations unies et aux principes du droit international humanitaire, on souligne combien il est important et nécessaire de fournir une assistance humanitaire aux victimes de toutes les catastrophes, naturelles ou causées par l'homme »[3].
- Les entreprises (attention cependant au « volontourisme » qui est une reprise du mot « humanitaire » par des agences de voyages lucratives)

L'aide humanitaire est souvent confondue ou reliée avec l'aide au développement. Toutefois, d'après Bodineau, alors que la dernière est axée sur le moyen ou long terme, la première a une temporalité du court terme et dans l'urgence. Les deux types d'intervention partagent toutefois les ressources organisationnelles et ont des origines semblables, à savoir de l'aide de pays occidentaux remontant à la suite de la Seconde Guerre mondiale visant à protéger des populations considérées vulnérables.
Depuis les années 1990, en lien notamment avec l’effondrement du bloc soviétique et la globalisation, selon Atlani-Duault, les règles définissant l’humanitaire et le développement changent profondément. Elle se caractérisent notamment par le caractère international, professionnel et institutionnel des agences et des interventions.

## Historique

### Aide aux victimes des guerres
En 1812  la Première opération de secours humanitaire privée à projection internationale a lieu au Venezuela, à l’époque plongé dans une guerre civile : un convoi maritime américain achemine des secours aux victimes du tremblement de terre qui a touché Caracas. 
En 1854-1856  Florence Nightingale organise les premières équipes d’infirmières et de volontaires ayant des méthodes de soins modernes, et les fondements d’une organisation humanitaire, lors de la Guerre de Crimée qui oppose les alliés franco-britanniques-ottomans aux Russes.
En1859 Henry Dunant développe des propositions à l'origine de la fondation du Comité-international de la Croix Rouge, créée en 1865, qui porte le concept de neutralité pour l'aide aux victimes de guerre.
En 1919 est créée Save the Children par  Eglantyne Jebb, pour secourir les enfants victimes de la guerre en Europe.
En 1945 l’association américaine Care vient en aide aux populations européennes à l'issue de la seconde guerre mondiale.

### Aide au développement
Dans les années 1950 la décolonisation conduit les associations et organisations à ne plus se focaliser seulement sur les victimes de guerre mais à participer au développement des sociétés du tiers monde : c'est l'émergence de l’Aide au Développement, avec la création de nombreuses organisations non gouvernementales comme en France en 1971 Médecins sans Frontières et Médecins du Monde quelques années plus tard lors de l'exode des boat-people vietnamiens, mais aussi des structures étatiques comme les Peace Corps américains créés dès 1961 par J.F. Kennedy sur le modèle de l'interventionnisme politique médical pratiqué par Tom Dooley en Indochine.
Le concept de neutralité hérité des guerres va évoluer vers une notion d'ingérence humanitaire au profit des pays du Sud; dans les années 1980 vont émerger des ONG des "pays du Sud".
En 1988 les Nations unies adoptent la résolution « Assistance humanitaire aux victimes des catastrophes naturelles et situations d’urgence du même ordre » qui reconnaît l’impartialité et la neutralité des ONG et le principe de la liberté d’accès aux victimes.

### La fin de la Guerre Froide et la professionnalisation de l’humanitaire
En 1990, avec la fin de la logique des trois blocs (pays occidentaux, pays communistes et pays en développement), le principe d'ingérence humanitaire évolue vers une diversification des activités et une professionnalisation des acteur de l'aide humanitaire. La notion de "solidarité internationale" tend dans les années 2000 à remplacer celle d'"aide humanitaire".
En décembre 2004, l'abondance de l'aide apportée après le séisme et le tsunami qui ont touché l’Océan Indien soulève la question du devenir des dons à but humanitaire.

## Critiques de l'aide humanitaire
Si le caractère positif de l'aide humanitaire pour les populations qui en bénéficient dans des situations de grande incurie semble de prime abord difficilement contestable, un certain nombre de critiques du secteur et de l'action humanitaire se sont fait jour avec les retours d'expérience de terrain plus nombreuses à partir des années 1990.

### L'aide humanitaire comme prolongement du colonialisme
Pour Damiano Matasci et Marie-Luce Desgrandchamps, l'aide humanitaire aurait une « matrice coloniale ». Le discours civilisateur justifiant les politiques coloniales européennes se retrouverait dans une version légèrement édulcorée dans les discours fondant les politiques de coopération post-coloniales, dès les années 1960.

### Le soutien direct ou indirect à des régimes politiques mortifères
La diffusion de l'aide humanitaire implique presque toujours de traiter avec des autorités locales qui sont parfois parties prenantes sinon à l'origine même de la crise à laquelle le secteur humanitaire prétend apporter une réponse. À la fin des années 1980 et au début des années 1990, l'aide humanitaire apportée à la population somalienne a contribué à faire naître une « culture de l'aide » obérant les capacités de développement endogènes du pays, et a contribué au maintien de la dictature de Siyad Barre. À la même époque, des acteurs humanitaires ont assez directement contribué à la scission de l'Érythrée avec la Somalie. Les organisations humanitaires essentiellement européennes réunies dans l'Eritrea Inter Agency Consortium (EIAC) ont ainsi focalisé l’envoi de secours et d'aide au développement vers les régions sous contrôle du mouvement de libération de l’Érythrée et du Front populaire de libération de l’Érythrée (FPLE), jusqu'à l'indépendance du pays en 1993.

## L'aide humanitaire dans les sciences sociales

### Sociologie de l'aide humanitaire

#### Facteurs psycho-sociaux à l'origine du succès du secteur humanitaire
Pour le sociologue Alain Accardo, « l'essor sans précédent des associations humanitaires doit sa vigueur au fait que le malaise moral des classes moyennes s'est considérablement accentué avec le reflux des espérances révolutionnaires et l'abandon du projet politique de transformation des rapports sociaux »,.

#### Travailleur humanitaire, un métier à risque
Les statistiques communiquées par l'Aid Worker Security Database (AWSD) sont inquiétantes : en 2021, 468 travailleurs humanitaires ont subi des violences majeures dans l'exercice de leur mission à travers le monde, comme des attaques à main armée, des fusillades, des kidnappings, etc. Tous n'ont pas eu la chance de s'en sortir indemne : 141 de ces travailleurs humanitaires ont perdu la vie, le bilan le plus grave depuis 2013. Cette année là, selon un rapport de l'ONU publié en 2014, le nombre d'humanitaires victimes d'incidents s'élevait à 460 cas contre 274. Parmi ces victimes, il y a eu, 155 personnes tuées, 171 blessées et 134 kidnappées. Les premiers chiffres analysés par les principales ONG pour 2022 démontre que le danger reste omniprésent pour les travailleurs humanitaires.

### Anthropologie de l'aide humanitaire
L’aide humanitaire peut être abordée comme un sujet d’études anthropologiques. On peut l’analyser en termes de gouvernementalité comme chez Pandolfi ou Agier, d’économies morales comme avec Fassin ou encore dans le rapport à l’autre telle Saillant. De plus, une nouvelle approche est proposée par Goodale et Merry pour mettre en place une anthropologie critique et engagée des droits humains. La plupart des études sur l'anthropologie de l'humanitaire relèvent le caractère politique, voire militaire, des interventions humanitaires. Ce champ disciplinaire défait l'idée d'une certaine neutralité des organisations humanitaires, sans pour autant chercher à les déstabiliser. Il est plutôt question de faire ressortir la complexité du contexte social, politique et économique dans lequel travaillent ces organisations. Faire ressortir l'historicité de la pensée humanitaire occidentale est une des stratégies utilisées pour ce faire.

## L'aide humanitaire dans la fiction

### Littérature
- Volontaire à l’espoir perpétuel[18] de Léon Koungou est un roman, à mi-chemin entre fiction et essai, racontant l'expérience d'une stagiaire enthousiaste recrutée par une ONG française qui prend en charge des SDF et des personnes en situation de grande précarité.
- Les Causes perdues de Jean-Christophe Rufin est un roman qui plonge au cœur de l'action humanitaire et la démythifie en partie en présentant un lieu de querelles internes et objet de manipulations politiques.
- Check-point de Jean-Christophe Rufin
- Les orphelins de Pierre Micheletti
- Frontières de Sylvie Brunel
- Cahier de l'été indien de Marc Siguier
- Jours tranquilles à Kaboul d'Emmanuel Moy
- Jérémie ! Jérémie ! de Dominique Fernandez
- Rencontre sur la Transsaharienne de Pierre Christin (BD)
- La Course dans les nuages de Thibault Vermot
- Flukt (Fuir) écrit par Kristina Quintano fin 2024, qui relate l'histoire de 11 adolescents qui doivent fuir leur pays.

### Cinéma
- Les Chevaliers blancs (2015), réalisé par Joachim Lafosse et inspiré de l'affaire de L'Arche de Zoé, présente le parcours des membres de l'ONG Move for Kids de leur arrivée au Tchad jusqu'à leur arrestation.
- Un jour comme un autre (A Perfect Day) est un film espagnol réalisé par Fernando León de Aranoa et sorti en 2015.
- Journal d'un coopérant (2010), réalisé par Robert Morin.